# Luka Cindrić
Luka Cindrić (* 5. Juli 1993 in Ogulin, Kroatien) ist ein kroatischer Handballspieler. Cindrić wird zumeist auf Rückraum Mitte eingesetzt.

## Karriere
Der 1,85 m große und 90 kg schwere Rechtshänder debütierte 2012 mit HRK Karlovac in der kroatischen Premijer Liga und nahm am EHF Challenge Cup 2013/14 teil. In seiner ersten Saison 2012/13 erzielte er in 33 Spielen 243 Tore (davon 38 per Siebenmeter) und wurde Torschützenkönig. In seiner zweiten Spielzeit war er in 15 Spielen 131 (31) Mal erfolgreich. Im Januar 2014 wechselte er zum mazedonischen Verein RK Metalurg Skopje, mit dem er in der EHF Champions League 2013/14 das Viertelfinale erreichte sowie die mazedonische Meisterschaft 2014 gewann. Zur Saison 2015/16 wechselte er zu RK Vardar Skopje. 2016 und 2017 gewann er den mazedonischen Pokal, 2016 und 2017 die Meisterschaft sowie 2017 die EHF Champions League. In der Saison 2018/19 lief Cindrić für den polnischen Verein KS Kielce auf, mit dem er die polnische Meisterschaft sowie den polnischen Pokal gewann. Im Sommer 2019 wechselte er zum spanischen Erstligisten FC Barcelona. Mit Barcelona gewann er 2020, 2021 und 2022 jeweils die spanische Meisterschaft, den spanischen Pokal, den Königspokal, den Supercup und den Katalanischen Supercup. 2021 triumphierte er mit Barça in der EHF Champions League, 2022 erneut im Königspokal. Da Barcelona ab der Saison 2023/24 den Etat verringern musste, wurde Cindrić als einem der Topverdiener trotz bis 2025 laufenden Vertrages ein vorzeitiger Abschied nahegelegt. Im August 2023 wurde sein Vertrag aufgelöst und er wechselte zum rumänischen Meister Dinamo Bukarest. Mit Bukarest gewann er 2024 den rumänischen Pokal. Seit der Saison 2024/25 steht er beim ungarischen Erstligisten KC Veszprém unter Vertrag. 2025 wurde er ungarischer Meister.
Mit der kroatischen Junioren-Auswahl belegte Luka Cindrić bei der U-21-Weltmeisterschaft 2013 den vierten Platz. In der kroatischen A-Nationalmannschaft debütierte Cindrić am 5. April 2014 gegen Schweden. Bei der Handball-Weltmeisterschaft der Männer 2025 warf Cindrić fünf Tore in zwei Partien und gewann mit Kroatien die Silbermedaille.

## Erfolge
mit dem HRK Karlovac:
- Torschützenkönig 2012/13

mit dem RK Metalurg Skopje:
- Nordmazedonischer Meister: 2014

mit dem RK Vardar Skopje:
- Nordmazedonischer Meister: 2016, 2017
- Nordmazedonischer Pokalsieger: 2016, 2017
- EHF-Champions-League-Sieger: 2017

mit Vive Kielce:
- Polnischer Meister: 2019
- Polnischer Pokalsieger: 2019

mit dem FC Barcelona:
- Spanischer Meister: 2020, 2021, 2022, 2023
- Spanischer Pokalsieger: 2020, 2021, 2022
- Spanischer Ligapokalsieger: 2020, 2021, 2022
- Spanischer Supercupsieger: 2019, 2020, 2021
- Katalanischer Supercupsieger: 2019, 2020, 2021, 2022
- IHF-Super-Globe-Sieger: 2019
- EHF-Champions-League-Sieger: 2021, 2022
  - EHF-Champions-League-Finalist: 2020

mit Dinamo Bukarest:
- Rumänischer Pokalsieger: 2024

mit KC Veszprém:
- Vereinsweltmeisterschaft 2024
- Ungarischer Meister: 2025

mit Kroatien:
- Silbermedaille bei der Weltmeisterschaft 2025

persönliche Auszeichnungen:
- Kroatiens Handballer des Jahres 2017, 2018, 2021, 2022[14]